# Jerônimo Mazzarotto
Dom Jerônimo Mazzarotto (Curitiba, 11 de abril de 1898 – Curitiba, 23 de maio de 1999) foi um bispo católico brasileiro. Foi bispo auxiliar de  Curitiba, no Paraná.
Dom Jerônimo Mazzarotto foi ordenado padre no dia 24 de abril de 1921, em Curitiba. Recebeu a ordenação episcopal no dia 21 de julho de 1957, em Curitiba, das mãos de Dom Armando Lombardi, Dom Manuel da Silveira d'Elboux e Dom Antônio Mazzarotto.

## Atividades durante o episcopado
Bispo Auxiliar de Arquidiocese de Curitiba, Vigário Geral, Presidente do Tribunal Eclesiástico e do Cabido Metropolitano de Curitiba; Reitor da Pontifícia Universidade Católica do Paraná; Membro do Conselho de Reitores das Universidades Brasileiras; Filiado ao Instituto dos Irmãos Maristas das Escolas; Diploma da Ordem Nacional do Mérito Educativo do Brasil; Medalha de Cultura "Vermeill" da Itália; Reitor Emérito da Pontifícia Universidade Católica do Paraná.
Renunciou ao múnus episcopal no dia 8 de maio de 1970.

## Ordenações episcopais
Dom Jerônimo Mazzarotto foi concelebrante da ordenação episcopal de:
- Dom Pedro Antônio Marchetti Fedalto
- Dom Albano Bortoletto Cavallin